# Dharma
Dharma, în sanscrită însemnând scopul vieții, este un termen spiritual și religios indian. Din dharma izvorăsc armonia interioară și satisfacția durabilă.
Dharma presupune cunoașterea, care este scopul vieții tale și manifestarea acestei viziuni, concretizând-o, prin acțiune perseverentă.